# ピクシーガーデン
ピクシーガーデン 妖精伝説(Pixy Garden)は、PC-98用シミュレーションゲーム。ピクシーガーデン アドバンスト Terre promise(Pixy Garden advanced)としてWindows 95用にリメイクされた。
また、ピクシーガーデン(Pixygarden)としてプレイステーション用にリメイクされた。キャラクターデザインはCHOCOに一新。エキストラディスクが同梱（キャラクターデザインを担当したCHOCOのインタビュー映像、ヒロインを演じた片桐萌のインタビュー映像とプロモーションムービーを収録）。エキストラディスクが付属しないベスト版も発売された。

## 概要
未知の生命体「妖精」を惑星に放ち成長させながら、人間が居住不可能な星をテラフォーミングしていくシミュレーションゲーム。1つの惑星が1ステージとなっており、全6ステージある。「妖精」の他に、地表へのモジュールの配置や流すBGMの選択によってゲーム進行に影響が出る。
コンセプト的には『メルクリウスプリティ』を継承しているが、育成ジャンルのような感覚のあった前作に比べ、歌や踊りで意思疎通をしたり、種類の違う妖精が子どもを作ったりと、より幻想的な存在になった妖精を多く扱う作品となっている。

## あらすじ
突然の環境異変に見舞われ、地球を始め人類が居住する多くの星が死の星と化した未来。惑星の環境に重大な影響を与える「妖精」を認識出来る特殊能力を持つ「奇跡の人」である主人公は、人類の存亡をかけた「小さな星々」と呼ばれる星団の開拓計画に参加する……。

## 世界設定

### 妖精
人類が宇宙探査の過程で発見した謎の多い生命体。「奇跡の人」と呼ばれる特別な素質を持つ者のみが、その存在を認識する事が出来る。
未だ研究途中の生命体で、多くはヒューマノイドの少女のような姿をしており、惑星の環境はそこに存在する「妖精」たちの属性によって決定される事が判明している。
人類が知る惑星の全てにその存在が確認されていたが、「小さな星々」星団の星には全く「妖精」が生息していなかった。このような「妖精」が存在しない星に長期滞在すると、人間は精神に異常をきたしてしまう。
「妖精」を研究する学問を妖精学といい、妖精学は「妖精」を土・水・風・火の4つの属性に分類している。

### 奇跡の人
元々は惑星開拓が容易な星を高確率で発見する人の呼び名であったが、「妖精」の発見により「妖精」を認識する事が出来る特殊能力者を指すようになった。
異能ではあるが極めて稀な能力という訳ではなく、人類社会には比較的多くの「奇跡の人」が確認されている。しかし「小さな星々」星団の開拓計画に協力している人数は全体の3分の1程度である。
1つの星系の開拓は「奇跡の人」が単身で行うため、心理的負担を軽減する目的で彼らが使用する宇宙船のメインコンピューターには豊かな人格が与えられている。

## 主な登場人物
主人公
「小さな星々」星団の開拓計画に参加する「奇跡の人」。ヘクタス星系の開拓を担当。
ヘクタス星系への移民船は既に出発しているため、到着までに星系内の6つの惑星全ての開拓を完了しなければならないという困難な任務を負っている。
ネレディ（片桐萌/デスクトップフレンドは佐藤三輪子）
主人公が開拓任務で使用する宇宙船のメインコンピューター。主人公の任務を補佐する優秀な秘書であり、また孤独を癒すパートナーでもある、少女の人格を有した人工知能。
実体は持たないが、薄紫色のブラウスに濃い紫色のリボンタイ、赤いプリーツスカート、黒いタイツにショートブーツを着用する、金髪で細身な少女の姿をしたホログラフィック映像を持つ。
袖を捲くってサスペンダーを外しているなど服を着崩していたり、表情が豊かだったりと、人間味溢れる言動を行うように設定されている。
人間に対して強い好意を抱いており彼らを「親愛なる人々」と表現し、またネレイドにちなんで付けられた名前も気に入っている。
本作は、遠い未来に機能停止間近な彼女がどこともない宇宙へ向けて通信メッセージを送った事から始まる、過去の回想である。

## 妖精

### 無属性
白き妖精
学名は「tiyullix（白く輝くもの）」、イメージは「幼さ」「進化」。
人類が最初に確認した「妖精」で、全ての「妖精」の始まりとなる、いわば幼体である。
透明な球の中にいる胎児のような姿で、薄紫色の身体は体内が透けており何かの内臓器官らしきものが見える。
手先や足先は分化しておらず、腰からウナギのような長い尾が生えている。
なお本作のパッケージには、「白き妖精」が球を破って孵化するビジュアルが用いられている。
真の妖精
ゲーム未登場。キーキャラクターになる予定だったが、諸事情によりオミットされた。
他の「妖精」がどこかしらに非人間的な要素を持つのに対して、完全に人間の少女と同じ姿をしている。
赤い瞳に長い黒髪で、透けるほど薄い生地の白いワンピースを着用している。

### 土属性
潜地の妖精
学名は「eshvol（土に潜るもの）」、イメージは「生え続ける草」「穏やかなる変成」「染み入るもの」。
「白き妖精」から直接進化した最下位の土属性「妖精」。
草を纏った少女の姿をしており、その名の通り地面を潜行することが出来る。
行動範囲は地上限定。
爪原の妖精
学名は「thierbneal（大地の獣）」、イメージは「停滞」「獣」。
虎に似た獣人少女の姿をしており、非常に気紛れである。
この「妖精」によって、初めて「恵み」（機嫌の良い時の「妖精」が属性の力を大幅に上昇させる稀な行動）が確認された。
想石の妖精
学名は「pikilion（星の石）」、イメージは「不安のもの」「還るところ」「すべての色」。
顔と指以外の全身が緑色の衣服のようなもので覆われている。
智木の妖精
学名は「milvyeilee（木の記憶）」、イメージは「記憶」「大樹」「永劫」。
身体に密着したスーツのようなものに覆われており、顔には小さな鼻眼鏡のようなものが付いている。
土属性では珍しく、空を飛べる。
乾潤の妖精
学名は「folqelepe（矛盾）」、イメージは「乾き」「潤すもの」。
最高位の土属性「妖精」。
灰色の肌に赤い瞳、黒い角に翼という、他の土属性妖精とは大きく異なる容姿をしている。
自分で作ったものを自分で壊して喜ぶという、奇妙な習性がある。
動源の妖精
学名は「rpierdhi（動くみなもと）」、イメージは「金属」「結晶」「燃料電池」「エネルギー」。
智木の妖精から派生する特殊な変異「妖精」。
身体に密着した紫色のビニールのようなものを纏っているなど、無機質な姿をしている。
古代宗教において創造者として伝えられる存在と考えられている。
怠蛇の妖精
学名は「phalamelisa（役立たずの蛇）」、イメージは「蛇」。
乾潤の妖精から派生する特殊な変異「妖精」。
金色の浮き輪を付けた子供のような姿をしており、足の裏は丸く膨らんでいて弾むように歩く。
掌を開かないという習性がある。

### 水属性
雫の妖精
学名は「rewiino（くずれ流れるもの）」、イメージは「流れるもの」「器の形になるもの」。
「白き妖精」から直接進化した最下位の水属性「妖精」。
長い金髪と耳の後ろにあるエラが特徴で、常に全身が濡れている。
水環の妖精
学名は「equnearth（水の環、循環）」、イメージは「めぐるもの」「三相を持つもの」。
薄紫色の肌で手の指の間には水掻きがあり、金色のリングを三つ纏っている。
踏泉の妖精
学名は「lilewi（湧き出るもの）」、イメージは「命の源」「湧き出るもの」「海との境」「珊瑚礁」。
腕や足が鱗に覆われており、人魚のような姿をしている。脇腹にピンク色の大きなエラがある。
波紋の妖精
学名は「equranthi（水の顔、水面）」、イメージは「船」「ウェッジシェイプ」。
背中の帆とフロートのような足で、水面を滑るように移動する。
大海の妖精
学名は「welufeeqi（大いなる海）」、イメージは「飲み込むもの」「包むもの」。
最高位の水属性「妖精」。
透明なドレスを着た令嬢のような姿をしている。
背中から腕が変化した長い触角が2本生えている。
静心の妖精
学名は「meuinar（波紋）」、イメージは「形を持って揺らぐもの」「見えずに揺らぐもの」。
波紋の妖精から派生する特殊な変異「妖精」。
痩せたコウモリのような姿をしている。
たまに思い付きで突拍子もない行動を起こすことがある。
輝晶の妖精
学名は「kiollion（輝く石）」、イメージは「季節をもたらすもの」「色のないもの」「共鳴」。
大海の妖精から派生する特殊な変異「妖精」。
身体は緑色の水晶のようなもので出来ており、前腕部はリング状の物体で、上腕部や手首から先とは離れている。
直接触れずに物体に干渉することが出来る。

### 風属性
閃光の妖精
学名は「thierna（ひらめく布）」、イメージは「旗」「窓」。
「白き妖精」から直接進化した最下位の風属性「妖精」。
幼い少女の姿をしており、長い巻き毛と菱形を連ねた羽衣のようなものを広げて空を飛ぶ。
初めて白き妖精からの進化が確認された「妖精」である。
銀糸の妖精
学名は「palonari（月色の糸）」、イメージは「正体がないのに力を持つもの」「なびく髪」。
長く尖った耳を持つほぼ全裸に近い少女の姿をしている。手足の羽を使って飛行する。
女性の象徴であり、妖精学者の中には女性的な仕草に魅了されて道を踏み外す者もいる。
飛綿の妖精
学名は「eulinavars（冬のタネ）、イメージは「繭」「種」「耐えるもの」。
ハチのような姿をしており、手足の指には鋭い爪が、臀部には針がある。
透空の妖精
学名は「beozerlu（影のないもの）」、イメージは「霧」「泡」「影のないもの」。
白いノースリーブシャツにオレンジのタイトズボンをはいた、ボーイッシュな少女のような姿をしている。
背中にボロボロのコウモリの翼のようなものがある。
焦輝の妖精
学名は「voquwekiol（焼き尽くす光）、イメージは「英知の光」「罪の証」。
最高位の風属性「妖精」。
蝶のようなワンピースを纏った幼い少女の姿をしている。
成長途中の渦空の妖精である。
隠理の妖精
学名は「dormire（すべてを持つもの）」、イメージは「奇跡の人」「プレイヤー」「ソラリス」。
透空の妖精から派生する特殊な変異「妖精」。
全身が赤く、足は退化している。通常の腕の他に、胸部と腹部から2対の手が生えている。
風属性だが羽を持たず飛ぶことも出来ない。
渦空の妖精
学名は「rfarlein（渦の中心）」、イメージは「妖精」。
焦輝の妖精から派生する特殊な変異「妖精」。
焦輝の妖精が成長し完全体になった姿。大きく広げられた蝶の羽には目がある。

### 火属性
火明の妖精
学名は「sharlucaru（真なる炎）」、イメージは「陽炎」「獣を退かせるもの」「輝くもの」。
「白き妖精」から直接進化した最下位の火属性「妖精」。
金髪のショートカットと褐色の肌を持つ少女の姿をしている。背中に羽があるが、飛ぶことは出来ない。
初めて属性を持つことが確認された「妖精」。
炎舞の妖精
学名は「qeozaith（踊る炎）」、イメージは「はかないもの」「はぜるもの」「渦巻く色」。
黒髪に褐色の肌で、粗末な布切れのようなものを纏っている。
両手の先から体液を炎のように噴出させている。
焔線の妖精
学名は「coalona（小さな火）」、イメージは「はかなく揺らぐもの」「形の捉えられない揺らぐもの」。
花の蕾のようなローブに包まれており、紙はグラスファイバーのようなもので出来ている。
緋尖の妖精
学名は「lekulionzai（剣も持つ獅子）」、イメージは「剣」「獅子」。
褐色の肌に紫色のタイトスーツを纏い、身長ほどもある金色の剣を5本従えている。
光陰の妖精
学名は「queoberal（光と影）」、イメージは「陰を産むもの」「輝くもの」「塔」。
最高位の火属性「妖精」。
痩せた青白い身体に包帯を巻き、更にその上に拘束具を着けたような姿をしており、背中には翼竜の化石のような翼がある。
熱心な妖精学者の精神に影響を与え、社会不適合者にしてしまうという噂がある。
投光の妖精
学名は「horukiol（投げかける光）」、イメージは「知恵」「ランプ」「石」。
緋尖の妖精から派生する特殊な変異「妖精」。
布を何枚も重ね合わせたようなローブを纏い、光る球体を従えている。
妖精学者から、更に新しい系統に進化する可能性が指摘されている。
幻惑の妖精
学名は「berterco（幻）」、イメージは「遠くまで旅するもの」「幻」「魂」。
光陰の妖精から派生する特殊な変異「妖精」。
頭部からロボットのものような巨大な腕が生えている。

## 関連商品
- PC-98版関連
  - 音楽CD「ピクシーガーデン 妖精たちの調べ」 （1995年12月21日 NECアベニュー）
  - 小説「亜妖精物語 PIXY GARDEN」 （オプトコミュニケーションズ 著：葛城稜 イラスト：出渕裕 ISBN 4072194905）  - 本作をイメージ元にした小説。後に別の出版社から再版された加筆修正版は「亜妖精物語 Fairy's Whisper」に改題（メディアワークス ISBN 407307721X）。
- PS版関連
  - 音楽CD「ピクシーガーデン サウンドトラック」 （1999年8月28日 パイオニアLDC）
  - Windows用デスクトップアクセサリー集「ピクシーガーデン デスクトップフレンド」 （1999年9月18日 ムービック）
  - 「ピクシーガーデン ドラマCD」 （1999年9月25日 パイオニアLDC） - ラジオ番組「宮村優子の直球で行こう!」内でゲーム発売に先駆けて7月より放送されたラジオドラマ
  - 攻略本「ピクシーガーデン公式攻略ガイド」 （メディアワークス） ISBN 4840213011